# Maxim 08/15
Pour les articles homonymes, voir 08/15.
La Maxim 08/15 ou MG 08/15 est une des premières mitrailleuses légères allemandes. Elle fut distribuée dans les unités à partir de mars 1917, quoique quelques exemplaires furent utilisés dans le secteur de Verdun fin 1916. Elle fut produite par les Arsenaux impériaux allemands. Cette arme est à l'origine de l'expression allemande « null-acht-fünfzehn » (zéro huit quinze), communément employée pour décrire quelque chose de commun, de standardisé, de banal.

## Historique
Au début de la Première Guerre mondiale, la mitrailleuse standard de l'armée impériale allemande était la Maxim MG 08 (modèle 1908) qui pesait 26 kg, et était inutilisable sans son affût-traîneau pesant 32 kg de plus. Son équivalent, chez les Britanniques, était la Vickers. Toutes deux étaient munies d'un volumineux manchon de refroidissement à eau. Mais à la fin de l'année 1914, le fusil-mitrailleur Lewis Mark I fit son apparition sur le front, d'abord quelques exemplaires puis de plus en plus à mesure que la guerre se prolongeait. Cette arme très légère pouvait être portée par son seul tireur et suivre l'infanterie à l'attaque. 
L'apparition du Lewis causa une surprise aux Allemands, qui se dotèrent d'une arme équivalente. Très semblable au plan mécanique à la MG 08 et entrée en service en 1915, elle fut désignée MG 08/15. Elle était munie d'un manchon à eau simple, parfaitement efficace pour un modèle léger qui n'était pas destiné à exécuter des tirs prolongés. Elle était alimentée par bandes de 50 cartouches, contenues dans une boîte métallique fixée au côté droit de l'arme, ce qui permettait de la transporter rapidement sans que la bande se torde ou traîne dans la boue des tranchées. Comme l'arme était très semblable à la MG 08, les arsenaux allemands purent rapidement en produire de grosses quantités. Leur premier emploi en masse eut lieu durant l'offensive de Printemps 1918.
Une version spéciale fut produite pour armer les Zeppelins et leur permettre de se défendre contre les chasseurs alliés. Le manchon à eau était remplacé par un simple manchon perforé, car le déplacement dans l'air du dirigeable suffisait à refroidir une arme automatique. Les Zeppelins furent finalement éliminés du ciel par les Alliés grâce à l'invention de la balle incendiaire. Leur enveloppe était en effet remplie d'hydrogène, gaz très léger mais facilement inflammable. Après la disparition des Zeppelins, les armes en stock furent distribuées à l'infanterie, mais celle-ci découvrit que le canon s'échauffait très vite. La durée d'utilisation était très réduite. Cela conduisit à regrouper ces armes en batteries, où chacune tirait à son tour pendant que les autres refroidissaient. L'arme n'était donc pas très populaire auprès de ses nouveaux utilisateurs.

## Technique
Cette version « allégée » de la MG08 reçoit un bipied, une crosse d'épaulement et une poignée pistolet en bois. Elle tire en rafale grâce au court recul du canon et est refroidie par eau. Le canon comporte quatre rayures à droite. La MG 08/15 est alimentée par des bandes contenues dans une boîte métallique. La portée pratique de cette mitrailleuse est de 400 m.